# Ivan Briennski
Ivan Briennski (francosko  Jean de Brienne) znan tudi kot Ivan I. Jeruzalemski, je bil  leta 1210-1225 kralj Jeruzalemskega kraljestva in leta 1229-1237 cesar konstantinopelskega Latinskega cesarstva, * okoli 1170, † 27. marec 1237.

## Življenje
Bil je najmlajši sin Ererda II. Briennskega, premožnega plemiča iz Šampanje. Sprva so mu namenili duhovniški poklic, a je namesto tega okoli leta 1200 postal vitez s svojimi posestmi v Šampanji. Po smrti brata Valterja III. je v imenu mladoletnega nečaka Valterja IV., ki  je živel v južni Italiji,  vladal kot briennski grof. 
Baroni Jeruzalemskega kraljestva so mu predlagali, naj se poroči z njihovo kraljico Marijo Montferraško. Ivan je s soglasjem kralja Filipa II. in papeža Inocenca III. odšel v Sveto deželo in se poročil. Za kralja je bil kronan leta 1210. Po Marijini smrti leta 1212 je upravljal kraljestvo kot regent njune mladoletne hčerke Izabele II. Jeruzalemske. Vpliven mogotec Ivan Ibelinski ga je poskušal odstaviti. 
Ivan je bil vodja petega križarskega pohoda. Zase je zahteval vrhovno poveljstvo križarske vojske, vendar ni bil nikoli soglasno priznan. Kmalu po osvojitvi Damiette so mu križarji leta 1219 priznali oblast v mestu. Leta 1200 je v imenu svoje druge žene Štefanije Armenske zahteval tudi armensko Kilikijsko kraljestvo. Po smrti Štefanije in njunega neodraslega sina se je vrnil v Egipt. Peti križarski pohod se je leta 1221 končal s porazom in izgubo Damiette. 
Ivan je bil prvi jeruzalemski kralj, ki je obiskal Evropo (Italijo, Francijo, León, Kastilijo in Nemčijo) in iskal pomoč za  Sveto deželo. Svojo hčerko je leta 1225 poročil s svetim rimskim cesarjem Friderikom II., s čimer se je končalo Ivanovo vladanja v Jeruzalemskem kraljestvu. Papeži so poskušali Friderika prepričati, naj mu vrne jeruzalemsko krono, jeruzalemski baroni pa so za svojega zakonitega vladarja priznavali Friderika. Ivan je zatem upravljal papeževe posesti v Toskani, postal podeštat Perugie in poveljnik vojske papeža Gregorja IX. v vojni s Friderikom leta 1228-1229.
Leta 1229 je bil izvoljen za starejšega sovladarja latinskega cesarja Balduina II. in leta 1231 kronan v Konstantinoplu. Nikejski cesar Ivan III. Vatac in bolgarski car Ivan Asen II. sta okupirala vsa latinska ozemlja v Mali Aziji in Trakiji in na začetku leta 1235 oblegala Konstantinopel. Obrambo mesta med več mesecem trajajočim obleganjem je vodil Ivan Briennski. Oblegovalci so se umaknili šele leta 1236 po intervenciji Geoffreya II. Ahajskega in združenega ladjevja italijanskih mest. 

## Smrt
Po zapisih treh letopiscev iz 13. stoletja (Matej Pariški, Salimben, Bernard iz Bessa) je Ivan Briennski malo pred smrtjo postal frančiškanski menih. Vsi trije pravijo, da sta k temu največ pripomogla slabo zdravje in videnje, v katerem je bil pozvan, naj gre v samostan. Umrl naj bi med 19. in 23. marcem 1237. Bil je edini latinski cesar, ki je umrl v Konstantinoplu.
Pokopali so ga v Hagiji Sofiji. Perry domneva, da bi kot frančiškan lahko bil pokopan tudi v cerkve svetega Frančiška Asiškega na Galati, zgrajeni med njegovim vladanjem. Po teoriji Giuseppeja Gerole naj bi bil pokopan v grobnici, okrašeni z  grbom latinskega cesarstva v asiški Spodnji baziliki, ki jo je zgradil Valter VI. Briennski.

## Družina
Ivanova prva žena Marija Montferraška, rojena leta 1191, je bila edinka kraljice Izabele I. Jeruzalemske in njenega drugega moža Konrada Montferraškega. Marija je nasledila Jeruzalemsko kraljestvo po smrti svoje matere leta 1205. Ivanov in Marijin edini otrok je bila hčerka
- Izabela/Jolanda, rojena leta 1212.[8][9]

Z drugo ženo, Štefanijo Armensko, se je poročil leta 1214. Štefanija je bila edinka kralja Leona II. Armenskega in njegove prve žene Izabele. Z njo je imel sina. Leta 1220 sta oba umrla.
Leta 1224 se je poročil z Berengarijo Leónsko, hčerko Alfonza IX. Leónskega in Berengarije Kastiljske. Z njo je imel štiri otroke:
- Marijo (rojeno 1224)[15]
- Alfonza (rojen v poznih 1220. letih),[16] komornika Ludvika IX. Francoskega in (s poroko) grofa Euja[17]
- Ludvika (rojen okoli 1230)[18]
- Ivana (rojen v zgodnjih 1230. letih), velikega dvornika Francije[19]

### Primarni vir
- George Akropolites: The History (Translated with an Introduction and Commentary by Ruth Mackrides) (2007). Oxford University Press. ISBN 978-0-19-921067-1.

### Sekundarni viri
- Bianchini, Janna (2012). The Queen's Hand: Power and Authority in the Reign of Berenguela of Castile. University of Pennsylvania Press. ISBN 978-0-8122-4433-5.
- Buckley, James Michael (april 1957). »The Problematical Octogenarianism of John of Brienne«. Speculum. The University of Chicago Press. 32 (2): 315–322. doi:10.2307/2849122. JSTOR 2849122.{{navedi časopis}}:  Vzdrževanje CS1: samodejni prevod datuma (povezava)
- Lock, Peter (1995). The Franks in the Aegean, 1204–1500. Longman. ISBN 0-582-05140-1.
- Perry, Guy (2013). John of Brienne: King of Jerusalem, Emperor of Constantinople, c. 1175–1237. Cambridge University Press. ISBN 978-1-107-04310-7.
- Runciman, Steven (1989). A History of the Crusades, Volume III: The Kingdom of Acre and the Later Crusades. Cambridge University Press. ISBN 0-521-06163-6.
- Treadgold, Warren (1997). A History of the Byzantine State and Society. Stanford University Press. ISBN 0-8047-2630-2.
- Van Cleve, Thomas C. (1969). »The Fifth Crusade; The Crusade of Frederick II«.  V Setton, Kenneth M.; Wolff, Robert Lee; Hazard, Harry (ur.). A History of the Crusades, Volume II: The Later Crusades, 1189–1311. The University of Wisconsin Press. str. 377–462. ISBN 0-299-04844-6.

| Ivan Briennski Rodbina BrienneRojen: ololi 1170 Umrl: 19.–23. marec 1237 |                                                                    |                                        |
| Vladarski nazivi                                                         |                                                                    |                                        |
| Predhodnik: Valter III. Briennski                                        | Grof Briennea 1205/06–1221                                         | Naslednik: Valter IV. Briennski        |
| Predhodnik: Marija                                                       | Kralj Jeruzalemskega kraljestva 1210–1225 Z: Marijo in Izabelo II. | Naslednik: Izabela II. in Friderik II. |
| Predhodnik: Balduin II.                                                  | Cesar Latinskega cesarstva 1229–1237 Z: Balduinom II.              | Naslednik: Balduin II.                 |